# ژاندارم (کوهنوردی)

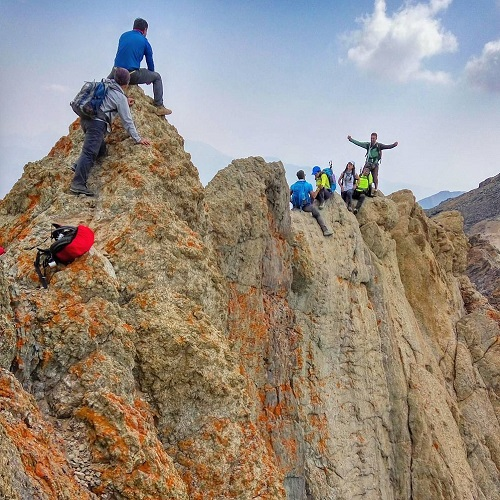
کوهنوردان در حال عبور از تیغه‌های ژاندارک (خط الراس برج - خلنو)

تیغه ژاندارم، یا به طور خلاصه ژاندارم، در اصطلاح کوهنوردی عبارتست از قسمتهایی از خط‌الراس که یک‌دست صخره‌ای هستند، لبه کم عرض و دامنه‌های پرشیب یا عمودی دارند. چنین عوارضی در کوه‌های آلپ زیاد دیده می‌شود و اصطلاح ژاندارم ابتدا در آلپ فرانسه استفاده شد؛ وجه تسمیه آن هم شباهت این عوارض به پاسگاه‌های ژاندارمری است. تیغه‌های ژاندارک بین قله‌های خلنو و برج در استان تهران نمونه‌ای از این عارضه است (برخی کوهنوردان می‌پندارند نام ژاندارک تغییر شکل یافته کلمه ژاندارم است).

## نمونه‌های ژاندارم
در ایالت ویرجینیای غربی آمریکا تیغه‌ای منفرد وجود داشت که ژاندارم نامیده می‌شد و در سال ۱۹۸۷ به طور کامل فرو ریخت. همچنین در وادی رم اردن نیز عارضه‌هایی به نام ژاندارم وجود دارند که مورد علاقه سنگنوردان هستند. بر روی یال شمالی قله وایس‌هورن در آلپ سوییس نیز یک ژاندارم طولانی به نام گراند ژاندارم وجود دارد که نقطه میانی آن به دلیل داشتن برجستگی کافی به عنوان قله مستقلی شناخته می‌شود و در لیست قله‌های بلندتر از ۴۰۰۰ متر آلپ ذکر شده است.